# Bleek schildzaad
Bleek schildzaad (Alyssum alyssoides, synoniem: Alyssum campestre (L.) L. subsp. campestre) is een eenjarige plant, die behoort tot de kruisbloemenfamilie (Brassicaceae). De soort staat op de Nederlandse Rode lijst van planten als zeer zeldzaam en zeer sterk afgenomen. De plant komt van nature voor in Eurazië.
Het aantal chromosomen is 2n = 32.
De plant wordt 5-30 cm hoog en is aan de basis vertakt. De 0,5-3 cm lange bladeren zijn lancetvormig en de onderste omgekeerd-eirond. De witachtige onderzijde van het blad is dicht bezet met sterharen en de bovenzijde is dun behaard.
Bleek schildzaad bloeit van april tot juni met lichtgele, bij het einde van de bloei wit verblekende bloemen. De kroonbladen zijn 2,5-4 mm lang. De zeer smalle kelkbladeren zijn 2-3 mm lang. De bloem heeft zes meeldraden en bij de twee korte meeldraden zitten klieren. De bloeiwijze is een tros met twintig tot vijftig bloemen.
De behaarde, 3-4,5 mm lange, op doorsnee bijna ronde vrucht is een hauwtje met vier, afgeplatte, 2 mm lange en 1,5 mm brede zaden. De vrucht is aan de randen afgeplat en bol op de plaats van de zaden.

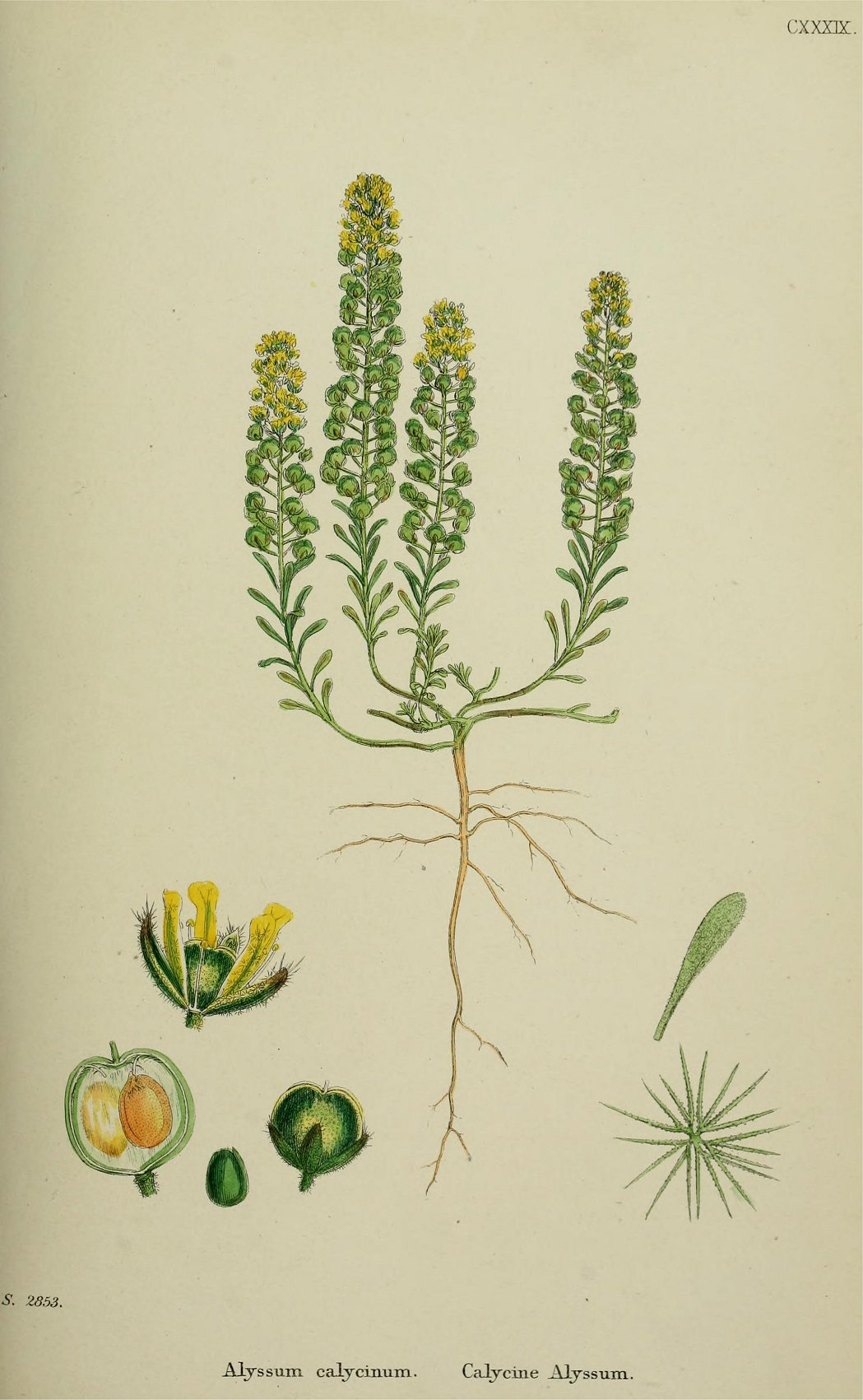
English Botany, or Coloured Figures of British Plants
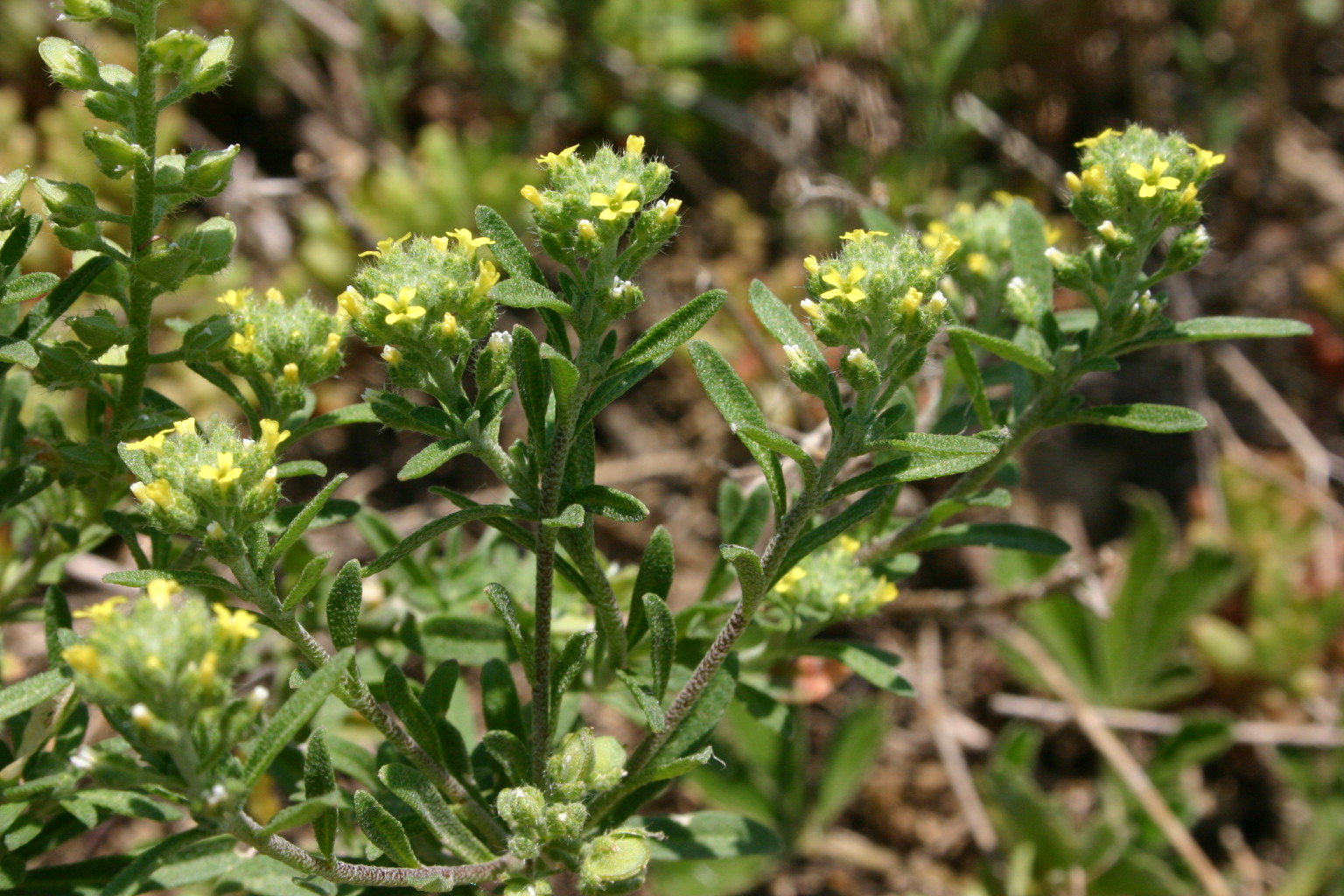
Plant
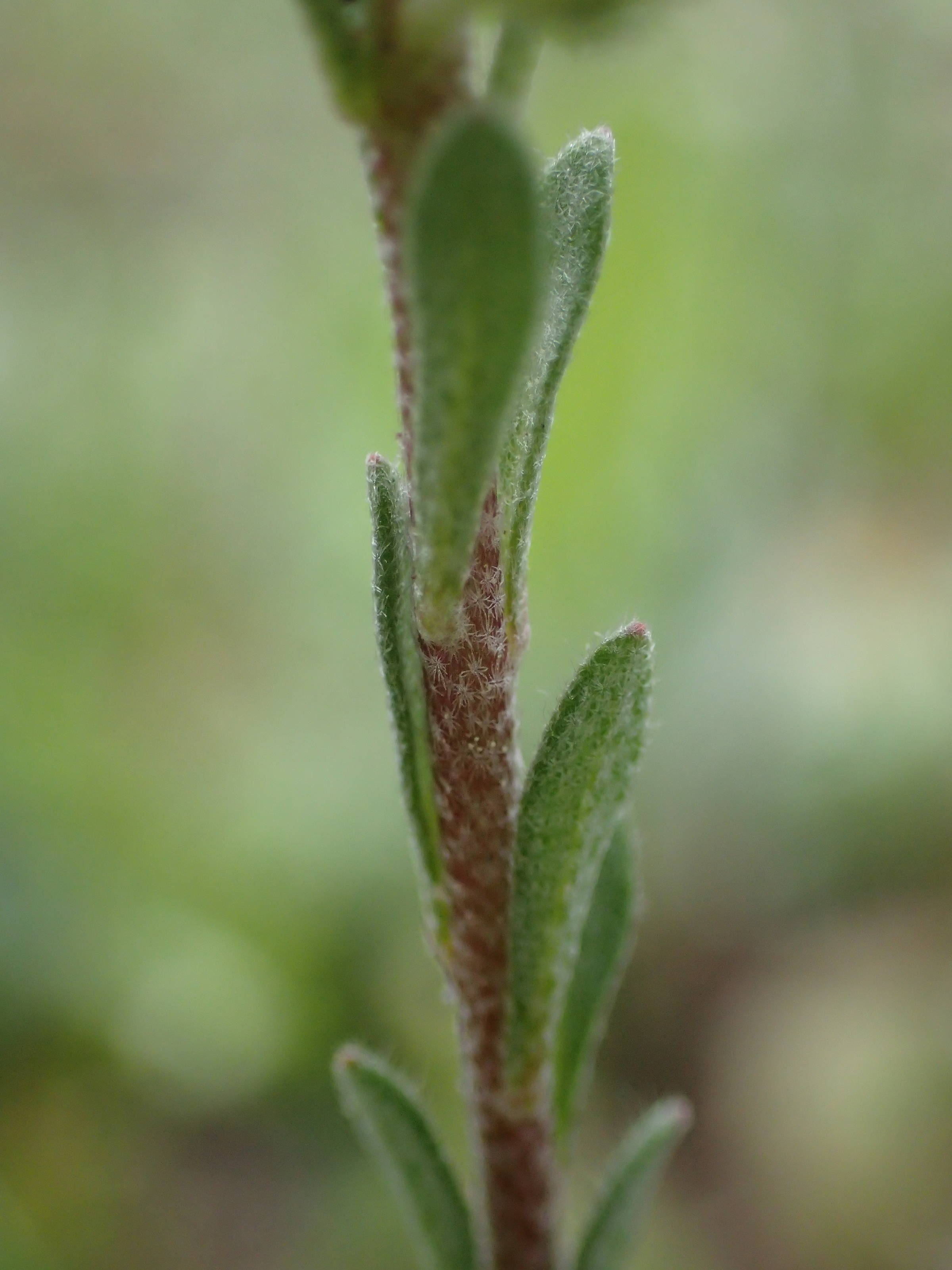
Stengel
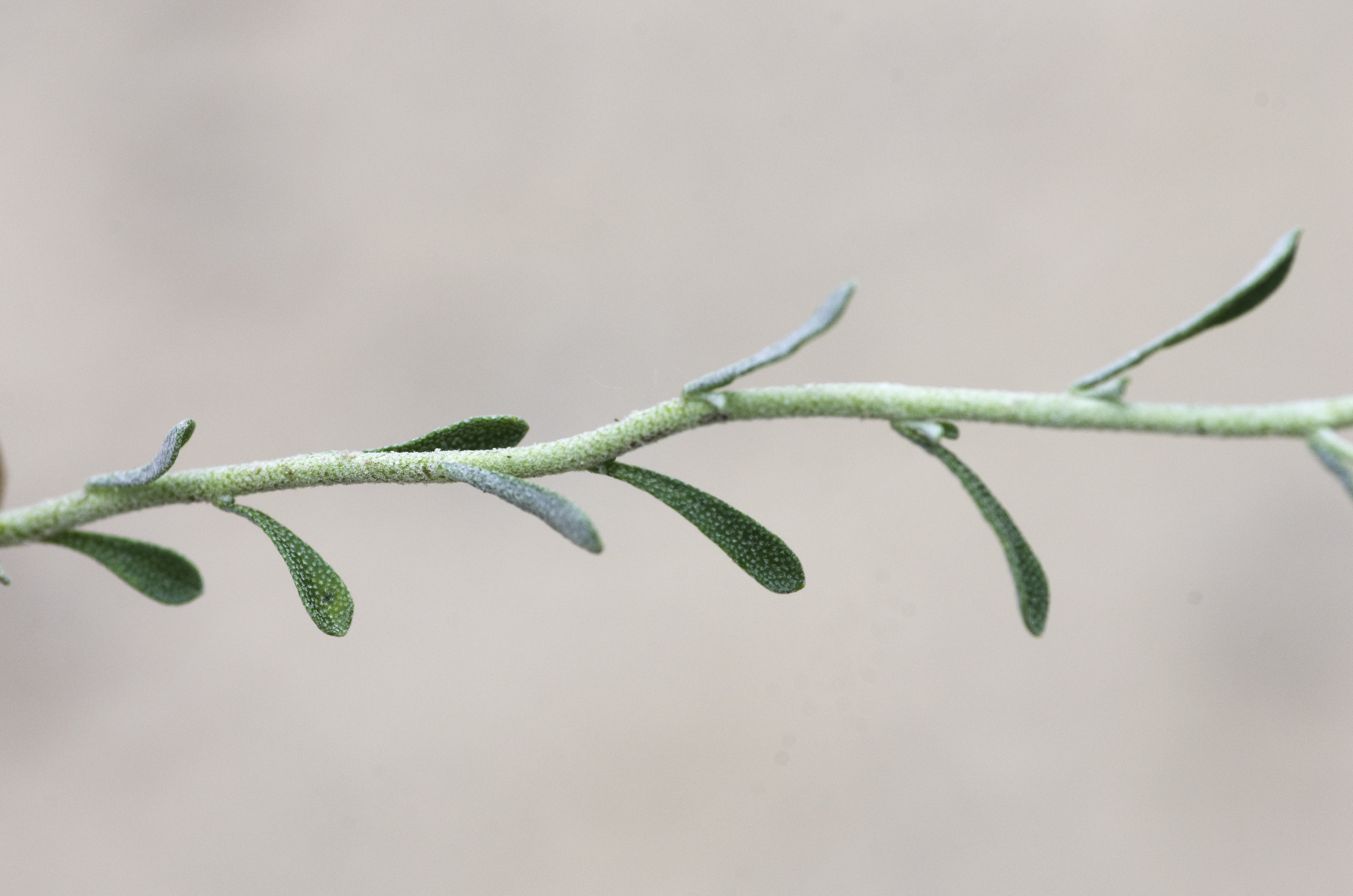
Bladeren
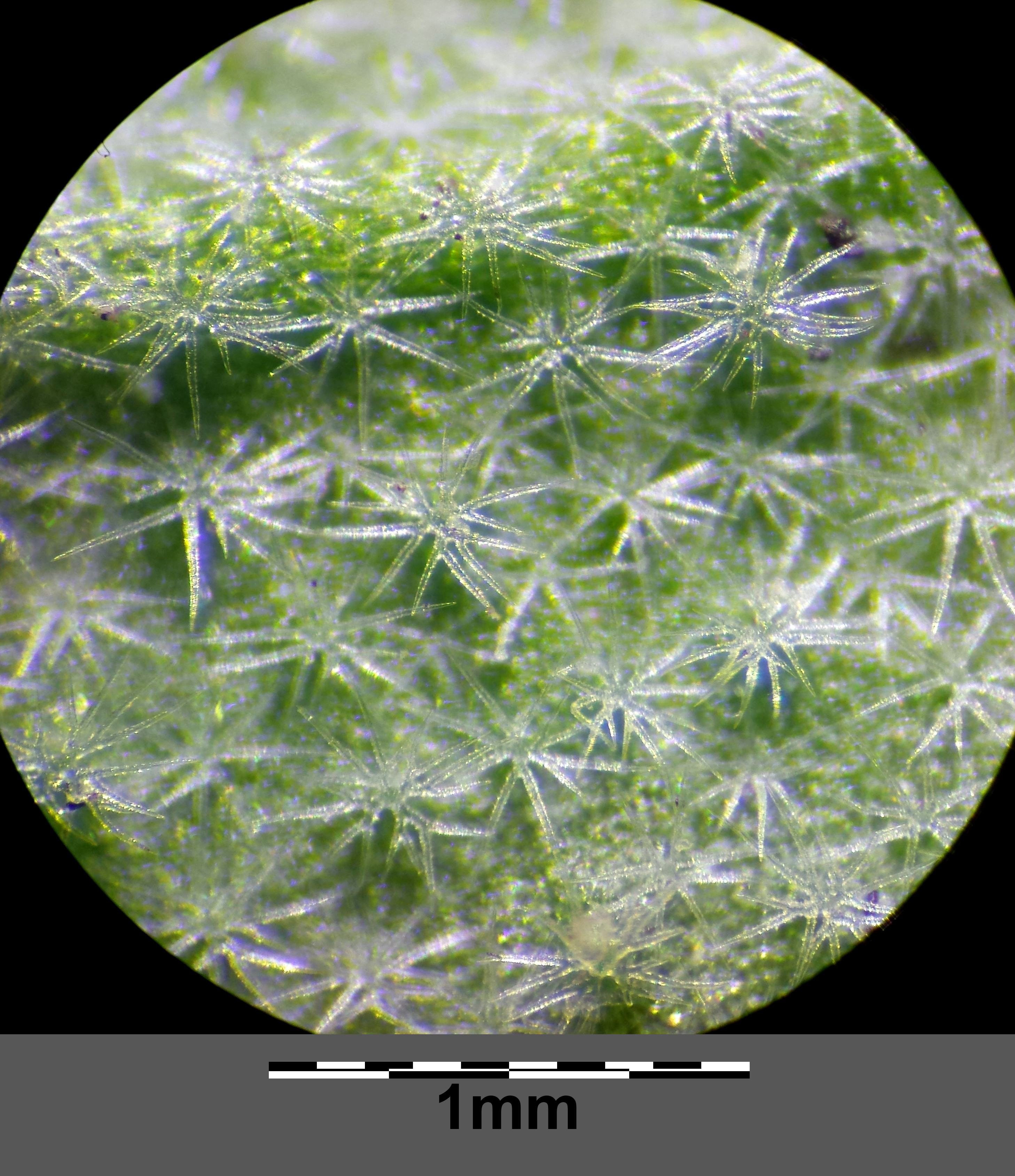
Sterharen
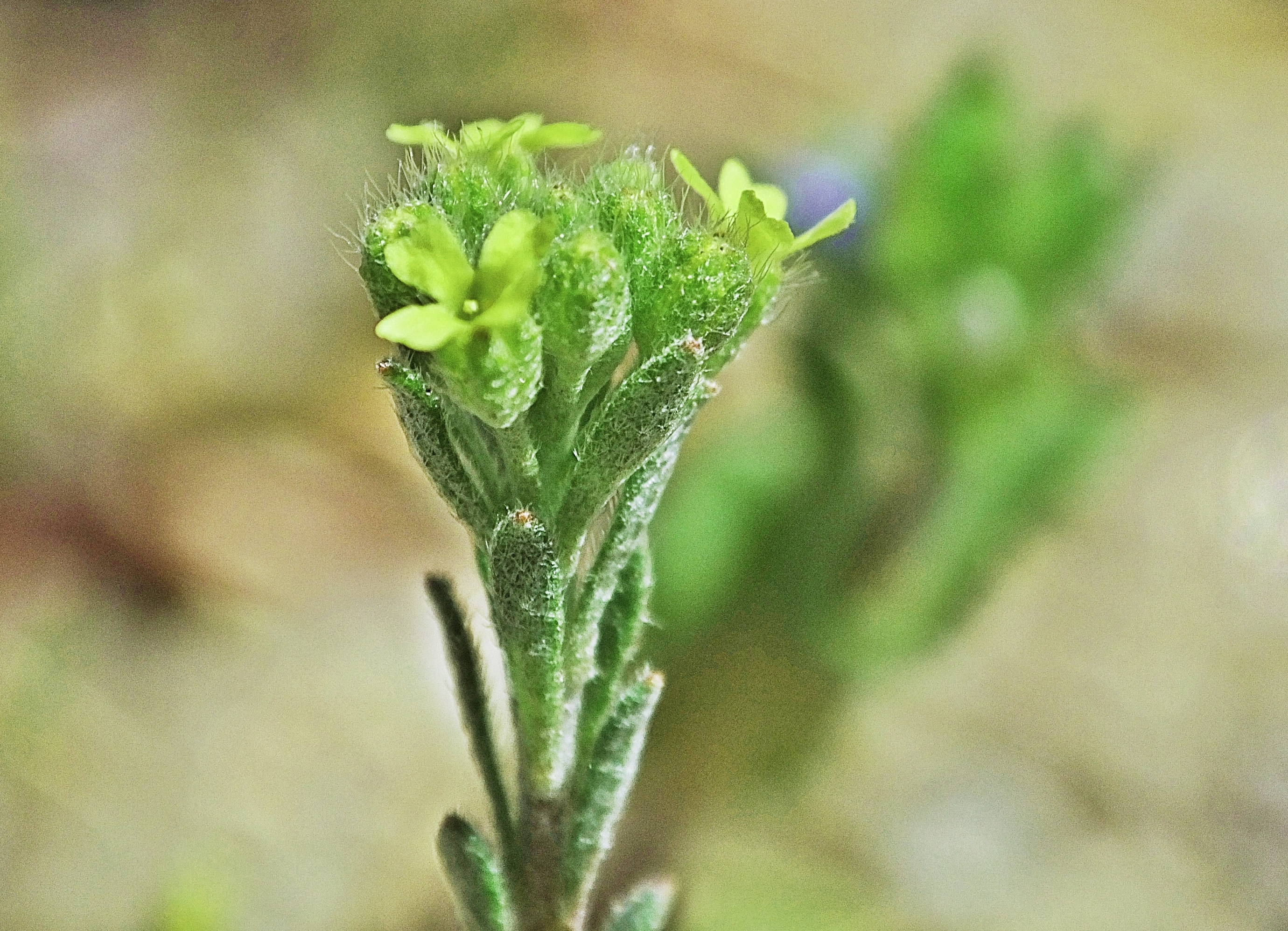
Bloeiwijze
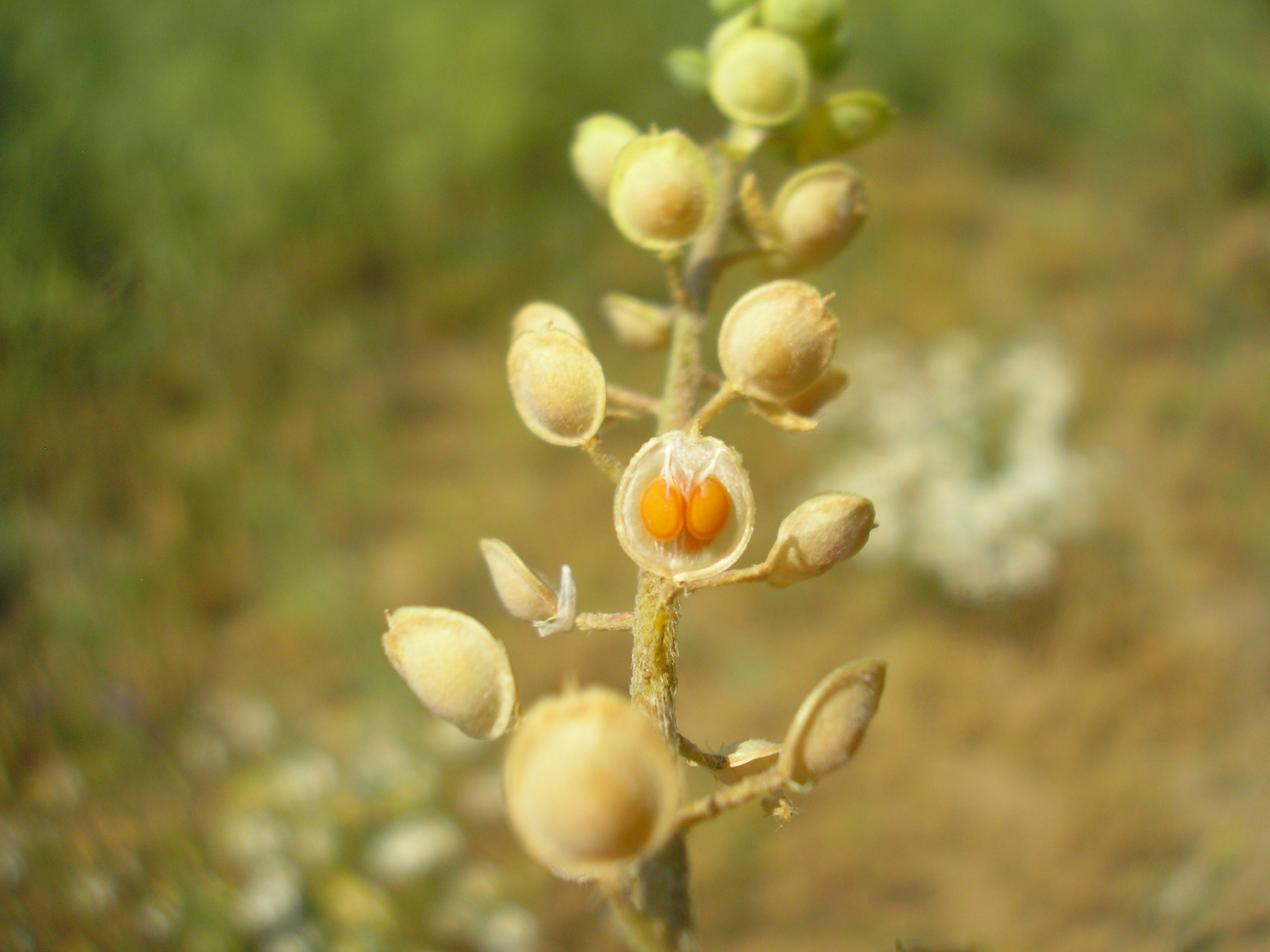
Vrucht met zaden
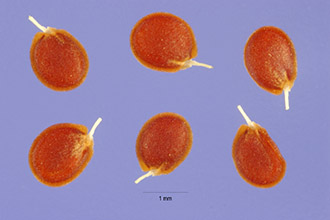
Zaden

De plant komt voor op droge, kalkhoudende zandgrond, langs spoorwegen en op stenige plaatsen.

## Plantengemeenschap
Bleek schildzaad is een kensoort voor de kegelsilene-associatie (Sileno-Tortuletum ruraliformis), een plantengemeenschap van droge graslanden op kalkrijke, matig voedselrijke duinen.